# Årets navn (VG)
For andre priser af samme navn, se Årets navn
Årets navn er en årlig pris, der uddeles af Verdens Gang. Første gang var i 1974.
Prisen bliver tildelt den forhåndsudvalgte, som får flest stemmer blandt avisens læsere. Vinderen får bronzestatuetten «Blomstergutten» og en pengepræmie (50.000 NOK i 2010) som traditionen tro doneres til velgørenhed. Prisen tildeles sædvanligvis før jul i det aktuelle år.

## Vindere
- 1968: Kjell Bondevik [1][2]
- 1969: Elisabeth Schweigaard Selmer [1][3]
- 1974: Jens Evensen – politiker
- 1975: Kong Olav[4]
- 1976: Kjell Thorsen – kaptein på skoleskipet «Christian Radich»[5]
- 1977: Thor Heyerdahl
- 1978: Olav Hodne
- 1979: Ingolf Stangeland
- 1980: Svein Inge Jacobsen
- 1981: Svanhild Rolfsen
- 1982: Berit Aunli
- 1983: Grete Waitz
- 1984: Steinar Øvervold
- 1985: A-ha
- 1986: Håndboldlandsholdet
- 1987: Edvin Rindal – lensmann i Lesja
- 1988: Kai Zahl
- 1989: Frelsesarmeen
- 1990: Per Hovda
- 1991: Odd Kåre Rabben
- 1992: Ola Thune
- 1993: Janikke Hundvedbakken
- 1994: Johann Olav Koss
- 1995: Anne Kristine Herje
- 1996: Anne Grosvold
- 1997: Nils Arne Eggen – fodboldtræner
- 1998: Egil "Drillo" Olsen – fodboldtræner [6]
- 1999: Einar Eikeland – redningsmand under Sleipner-ulykken
- 2000: Kadra Yusuf – menneskerettighedsaktivist [6]
- 2001: Arne Rinnan – kaptajn[6]
- 2002: Robert Stoltenberg – komiker [6]
- 2003: Petter Solberg – rallykører [6]
- 2004: Stein Magne Lian – flykaptajn [6]
- 2005: Heia Tufte – fotballag [6]
- 2006: Jan Egeland – politiker og diplomat [6]
- 2007: Tor Arne Lau-Henriksen – officer [6]
- 2008: Marit Breivik – håndboldtræner [6]
- 2009: Magnus Carlsen – skakstormester[7]
- 2010: Thor Hushovd – cykelrytter[6]
- 2011: De frivillige hjælpere ved Utøya
- 2012: Geir Lippestad – advokat
- 2013: Magnus Carlsen – verdensmester i skak
- 2014: Mads Gilbert – lege
- 2015: Robin Schaefer - politioverbetjent
- 2016: Heltene fra Middelhavet - søfolk på forsyningsskibet Siem Pilot og redningssfartøjet "Peter Henry von Koss"
- 2017: Kong Harald
- 2018: Else Kåss Furuseth – komiker
- 2019: Christine Koht[8]
- 2020: Espen Rostrup Nakstad – lege / folkeoplyser
- 2021: Redningsmandskabet i Gjerdrum[9]

## Nominerede

### 2001
- Arne Rinnan – skibskaptajn
- Mette-Marit – kronprinsesse
- Bent Skammelsrud – fodboldspiller
- Ada Sofie Austegard – stifter af Stine Sofies Stiftelse
- Inge Kavli – reddede en mand fra at drukne
- Sondre Lerche – popmusiker
- Knut Erik Jensen
- Afshan Rafiq – stortingspolitiker
- Gerd-Liv Valla – LO-leder
- Bente Skari – skiløber

### 2002
- Robert Stoltenberg – komiker (vinder)
- Ole Einar Bjørndalen – skiskytter
- Märtha Louise og Ari Behn – prinsesse og gemak
- Nadia Houmid – reddede en kammerat efter et skuddrama
- Katrine Bråtane – offer efter en trafikulykke
- Keiko – spækhugger
- Carl I. Hagen – formand for Fremskrittspartiet
- Gro Harlem Brundtland – generalsekretær i WHO
- Röyksopp – popband
- Kari Traa – freestyler

### 2009
- Magnus Carlsen – skakmester (vinder)
- Cecilie Skog – bjergbestiger og ekspeditionsleder
- Alexander Rybak – vinder af Melodi Grand Prix 2009
- Hanne Kristin Rohde – politiinspektør
- Abid Raja – advokat, samfundsdebattør og politiker
- Ragnhild Kaaby – plejemor
- Petter Northug – skiløber
- Per Hilmar Nielsen – reddede en ven fra at drukne
- Fossilet Ida
- Joralf Gjerstad – helbreder og synsk

### 2010
- Thor Hushovd – cykelrytter (vinder)
- Karl Ove Knausgård – forfatter
- Janne Kristiansen – PST-leder
- Cecilia Brækhus – vokser
- Harald Eia – komiker
- Marit Bjørgen – skiløper
- Jonas Gahr Støre – udenrigsminister
- Liv Ullmann – skuespiller
- Ludvig Fjeld – reddet en kammerat fra en isbjørn
- Ida og Frode Wassås – kræftramt ægtepar

### 2011
Nominerede med over 1000 stemmer:
- De frivillige hjælpere på Utøya (vinder)
- Jens Stoltenberg – statsminister
- Harald V – konge af Norge
- Ole Gunnar Solskjær – fodboldtræner og seriemester 2011
- Bano Abobakar Rashid - offer for Massakren på Utøya
- Lise Askvik - programleder i P4 og forkæmper for brystkræftramte
- Siri Martinsen - veterinær og leder af dyreværnsorganisationen NOAH
- Helle Gannestad - medlem af AUF
- Marit Bjørgen - langrendsskiløber
- Andreas Mikkelsen - rallykører
- Louiza Louhibi - politiker (AUF) og samfundsdebattører
- Onar Åm - skribent og forfatter
- Jo Nesbø - forfatter
- Dilek Ayhan - erhvervsleder